# Lentini Diramazione vasútállomás
Lentini Diramazione vasútállomás egy vasútállomás Olaszországban, Szicília régióban, Siracusa megyében, Lentini településen. Forgalma alapján az olasz vasútállomás-kategóriák közül a bronz kategóriába tartozik.

## Vasútvonalak
Az állomást az alábbi vasútvonalak érintik:
- Messina-Siracusa-vasútvonal
- Catania–Gela-vasútvonal